# Вернер Лібріх
Вернер Лібріх (нім. Werner Liebrich, нар. 18 січня 1927, Кайзерслаутерн — пом. 20 березня 1995, Кайзерслаутерн) — німецький футболіст, що грав на позиції півзахисника. По завершенні ігрової кар'єри — футбольний тренер.
Виступав, зокрема, за клуб «Кайзерслаутерн», а також національну збірну Німеччини.

## Клубна кар'єра
У дорослому футболі дебютував 1945 року виступами за команду клубу «Кайзерслаутерн», кольори якої і захищав протягом усієї своєї кар'єри гравця, що тривала цілих вісімнадцять років. 

## Виступи за збірну
У 1951 році дебютував в офіційних матчах у складі національної збірної Німеччини. Протягом кар'єри у національній команді, яка тривала 6 років, провів у формі головної команди країни 16 матчів.
У складі збірної був учасником чемпіонату світу 1954 року у Швейцарії, здобувши того року титул чемпіона світу.

## Кар'єра тренера
Розпочав тренерську кар'єру невдовзі по завершенні кар'єри гравця, 1965 року, очоливши тренерський штаб клубу «Кайзерслаутерн». Досвід тренерської роботи обмежився цим клубом.
Помер 20 березня 1995 року на 69-му році життя у місті Кайзерслаутерн.

## Титули і досягнення
- Чемпіон світу (1):

1954
- Чемпіон Німеччини (2):

1951, 1953

## Статистика
Статистика виступів на чемпіонаті світу 1954 року:
| № | Турнір  | Команда | Рахунок | Суперник  | Автори голів                                                    |
| - | ------- | ------- | ------- | --------- | --------------------------------------------------------------- |
| 1 | ЧС-1954 | ФРН     | 3:8     | Угорщина  | Пфафф, Ран, Геррманн — Кочиш (4), Пушкаш, Хідегкуті (2), Й. Тот |
| 2 | ЧС-1954 | ФРН     | 2:0     | Югославія | Хорват (а/г), Ран                                               |
| 3 | ЧС-1954 | ФРН     | 6:1     | Австрія   | Шефер, Морлок, Ф. Вальтер (2), О. Вальтер (2) — Пробст          |
| 4 | ЧС-1954 | ФРН     | 3:2     | Угорщина  | Морлок, Ран (2) — Пушкаш, Цибор                                 |